# Nya elementarskolan

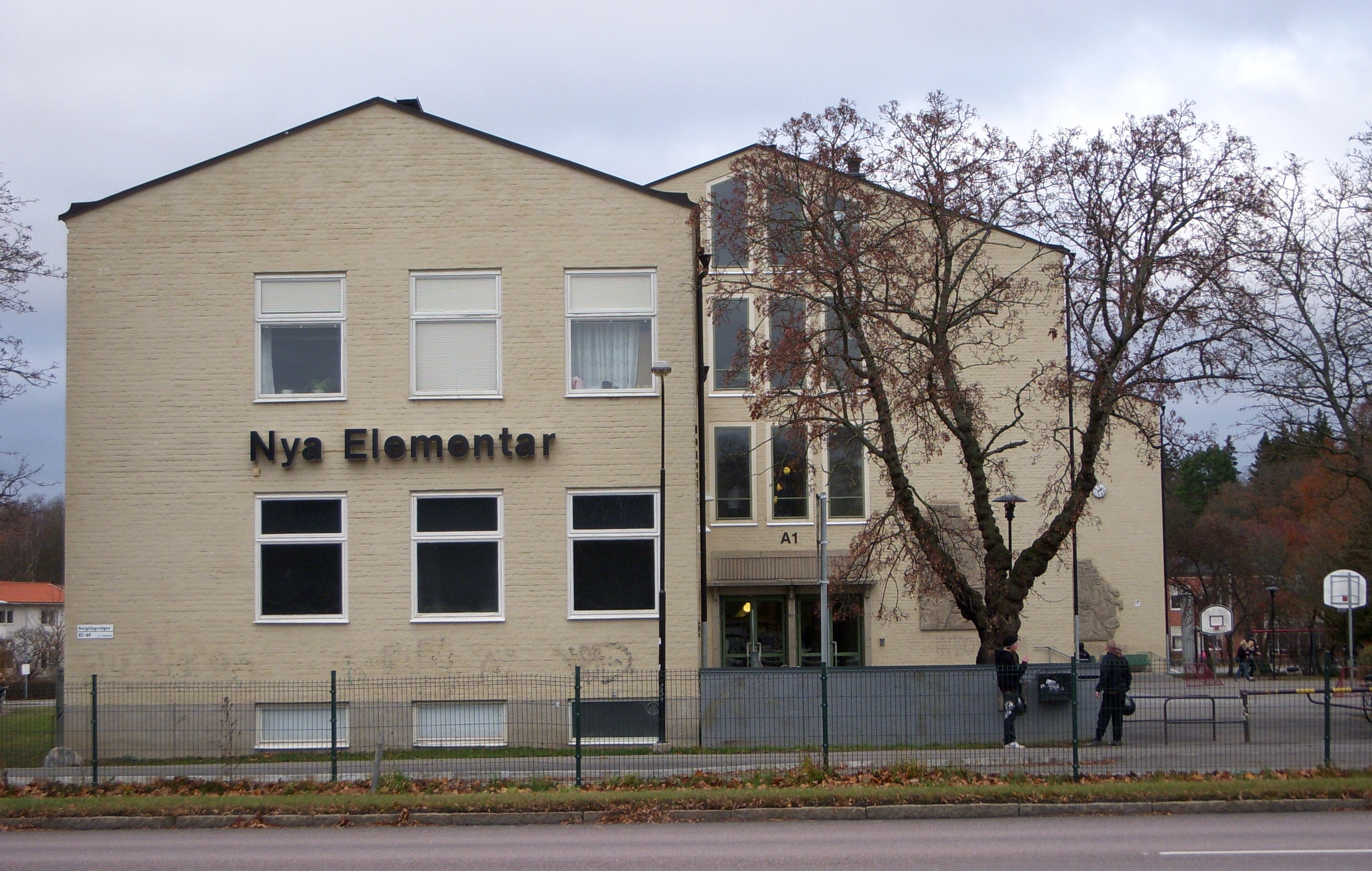
Skolbygganden i Åkeshov.

Nya elementarskolan var ett läroverk i Stockholm som verkade från 1857 till 1968.
Skolan grundades 1828 som statens provskola i stadsdelen Klara i Stockholm. Den övertogs 1936 av Stockholms stad och flyttade i slutet av 1940-talet till Åkeshov där den ombildades till Nya Elementar.

## Historik

### Stora uppfostringskommittén
Stora uppfostringskommittén var en utredningskommitté verksam 1825–28, den var då Sveriges namnkunnigaste i sitt slag med storheter som Carl Adolph Agardh, Jöns Jacob Berzelius, Erik Gustaf Geijer, Hans Järta och Esaias Tegnér bland ledamöterna. Kommitténs bakgrund var kritiken mot den samtida skolan som ansågs otillbörligt gynna den klassiska utbildningen. Kommittén föreslog en ”modern” linje vid sidan av den klassiska, bland annat föreslogs nya ämnen som engelska, kemi och gymnastik.
1825 lade kommittén ett förslag där man ansåg att en ny elementarskola med ”ämnesläsningsmetod” skulle inrättas. Med ämnesläsning menades att undervisningen skulle skötas av ämneslärare i stället för, som annars var brukligt, klasslärare. Genom kungligt brev 20 juni 1827 bifölls detta förslag, och en styrelse bestående av ledamöterna Johan Olof Wallin, Johan Lefrén, Nils Magnus af Tannström samt Gari Fredrik Smerling (senare ersatt av August von Hartmansdorff) tillsattes.

### De första 30 åren (1828–1858)
Tanken var att skolan skulle verka som statens försöksskola där nya pedagogiska idéer skulle prövas. Den 15 september 1828 började skolan sin undervisning, verksamheten bedrevs då i Lantbruksakademiens lokaler nära Hötorget i Stockholm. Bland de första lärarna märktes namn som Carl Jonas Love Almqvist (senare rektor 1829–1841) och Anders Fryxell.
Under de första 30 åren prövades flera nya pedagogiska idéer på skolan, bland annat 1846 då kroppsagan blev 'icke nödig' (i stället använde man sig av anmärkningar och straffklasser som disciplinära åtgärder) och klassiska språk blev frivilliga.

### Slöjdgatan (1859–1952)
År 1859 flyttade skolan in i ett nybyggt hus ritat av Johan Fredrik Åbom i kvarteret Beridarebanan vid Slöjdgatan söder om Hötorget i Stockholm, där Filmstaden Sergel ligger idag. Elevantalet ökade snabbt till 300 och vissa delar av undervisningen fick utlokaliseras. En om- och tillbyggnad av skolbyggnaden av Gustaf Dahl blev klar 1899, men lånet från staden för detta ändamål blev mycket kostsamt för skolan.
1932 års riksdag beslutade om en nedläggning av skolan inom tre år där skolan skulle ersättas av ett nytt läroverk i Bromma. En stark opinion mot detta gjorde att frågan av Stockholms stad 1934 togs upp för ny prövning, och då beslutades att skolan i stället skulle omorganiseras, så att latinlyceilinjen byttes mot en femårig realskolelinje och ett fyraårigt realgymnasium.
1936 upphörde skolan att vara statens provskola och ansvaret togs över av Stockholms stad.
Under de år skolan verkade som statens försöksskola prövades många nya pedagogiska idéer, utöver att kroppsagan togs bort 1846 och klassiska språk blev frivilliga 1846, blev  gudstjänsten icke obligatorisk 1888 och en direkt språkmetod infördes 1902.
Bland alla elever som passerade skolan under de första 100 åren utmärker sig nog Raoul Wallenberg som den mest namnkunniga.

### Flytt till Åkeshov (1948–1952)
År 1948 började skolan flytta ut en skolbyggnad (ritad av arkitekt Åke E Lindqvist) vid Åkeshovs tunnelbanestation. 1950 uppgick Nya elementarskolan i Ängby i denna skola. Den nya skolbyggnaden var färdigbyggd 1952. Byggnaden ritades som den första ämnesorganiserade skolan i Sverige. Tanken var att man skulle ha historia i historiesalen, bild i bildsalen och svenska i svensksalen. I historiesalen sattes reliefer på väggarna med motiv från antiken, i svensksalen byggdes en liten scen och till bildsalen anlitades Lennart Rodhe för att skapa en väggmålning. Skolan utrustades också med ett observatorium. Det skulle märkas vilket ämne man studerade också i arkitektur och utsmyckning.

### Nya elementarskolan i Åkeshov (1952–1968)
Under 1950- och 1960-talet fortsatte skolan att pröva nya pedagogiska idéer, exempelvis specialklasser 1959  Rektor under denna period var Sigurd Åstrand.

### Student- och realexamen
Studentexamen gavs från 1864 till 1968, realexamen 1909 och från 1932 till 1964. 

## Rektorer
Bland skolans tidigare rektorer märks: 
- Carl Jonas Love Almqvist 1829–1841
- Per Erik Svedbom cirka 1851–1857
- Sigurd Åstrand

## Kända personer som varit elever på skolan
- Raoul Wallenberg
- Folke Bernadotte
- Christian Günther
- Beppe Wolgers
- Barbro Lindgren
- P.C. Jersild
- Bengt Jangfeldt
- Sven Lindahl
- Gunnar Harding
- Erik Boheman